# Puntarenas FC
Puntarenas Fútbol Club Sociedad Anónima Deportiva – kostarykański klub piłkarski z siedzibą w mieście Puntarenas, stolicy prowincji Puntarenas.

## Osiągnięcia
- Wicemistrz Kostaryki: 2006
- Puchar Ameryki Środkowej (Copa Interclubes UNCAF): 2006

## Historia
Klub założony został 30 czerwca 2004 roku i gra obecnie w pierwszej lidze kostarykańskiej (Primera División de Costa Rica). Klub jest odroślą grającego dziś w drugiej lidze klubu A.D. Municipal Puntarenas F.C. (założony w 1951 roku - rozegrał 38 sezonów w I lidze). Pierwszy mecz klubu miał miejsce 22 sierpnia 2004 roku, w którym Puntarenas pokonał Asociación Deportiva Belén 2:1.